# John Trotter (homme politique)
Pour les articles homonymes, voir Trotter.
John Trotter, né vers 1888 et mort à Auckland le 28 juillet 1954, est un homme d'affaires australien devenu homme politique aux Fidji.

## Biographie
Diplômé du Collège agricole de Hawkesbury (en) en Nouvelle-Galles du Sud, il s'établit en 1913 aux Tonga et y établit un collège agricole. Il prend part à la Première Guerre mondiale au sein des forces armées australiennes, puis retourne aux Tonga comme directeur de la branche de Burns Philp, entreprise australienne de commerce et de transport, à Haʻapai.
Il s'établit aux Fidji en 1933, d'abord à Levuka puis à Suva comme directeur général de la compagnie pour cette colonie. Début 1938, le gouverneur Sir Arthur Richards (en) le nomme membre du Conseil législatif des Fidji ; il en demeure membre jusqu'en 1944, puis devient président de la chambre de commerce de Suva. 
Il prend sa retraite de la compagnie en 1953 et s'installe en Nouvelle-Zélande, où il meurt subitement l'année suivante à l'âge de 66 ans. 